# Iotarphia
Iotarphia is een monotypisch geslacht van kevers uit de familie van de kortschildkevers (Staphylinidae).

## Soort
- Iotarphia australis Cameron, 1943